# Elionurus tripsacoides
Elionurus tripsacoides là một loài thực vật có hoa trong họ Hòa thảo. Loài này được Willd. mô tả khoa học đầu tiên năm 1806.